# Move Your Car
Move Your Car – piosenka i singel szwedzkiego punkrockowego zespołu Millencolin z ich drugiego albumu Life on a Plate. Singel wydano 26 października 1996, a piosenki zostały dołączone do albumu kompilacyjnego z 1999 The Melancholy Collection.

## Lista utworów
1. "Move Your Car" – 2:07 (WIDEO)
2. "Entrance at Rudebrook" – 2:14
3. "An Elf And His Zippo" – 1:56